# Mikhail Nosyrev
Mikhail Nosyrev (russisk: Михаил Иосифович Носырев, født 28. maj 1924 i Leningrad, død 24. marts 1981 i Voronesj i Sovjetunionen) var en russisk/sovjetisk komponist og dirigent.
Nosyrev studerede komposition på Leningrad Musikkonservatorium. Han skrev fire symfonier, orkesterværker, kammermusik, balletmusik etc.
Nosyrev blev i 1943 sammen med sin mor og stedfar arresteret af NKVD og dømt til døden for kontra-revolutionære aktiviteter. Det væsentligste bevis var fundet af en dagbog under en ransagning i Nosyrev. En måned senere blev dødsdommen omstødt til 10 års fængsel i gulagarbejdslejr. Han blev indsat i arbejdslejren i Vorkutlag nær byen Vorkuta i det nordlige Rusland 2.500 km fra Moskva og blev ved sin løsladelse sendt i eksil i byen Syktyvkar, hvor han fandt arbejde som dirigent for statsteatrets orkester i byen. Nosyrov blev medlem af Sovjetunionens Komponistforening i 1967 efter anbefaling fra Dmitrij Sjostakovitj, og var leder af opera og ballet teatret i Voronesj fra 1958 til sin død i 1981.
Han blev efter sin død rehabiliteret af Sovjetunionens højesteret i 1988.

## Udvalgte værker
- Symfoni nr. 1 (1965) - for orkester
- Symfoni nr. 2 (1977) - for orkester
- Symfoni nr. 3 (1978) - for orkester
- Symfoni nr. 4 (1980) - for orkester